# 2021-es Formula–1 emilia-romagnai nagydíj
Az emilia-romagnai nagydíj volt a 2021-es Formula–1 világbajnokság második futama, amelyet 2021. április 16. és április 18. között rendeztek meg az olaszországi Autodromo Enzo e Dino Ferrari versenypályán, Imolában.
Április 13-án módosították a hétvége menetrendjét: a hivatalos sajtóközlemény szerint a néhány nappal korábban elhunyt Fülöp edinburgh-i herceg temetése egybeesett volna a szombati időmérő edzéssel, így a királyi család iránti tiszteletből döntöttek úgy, hogy megváltoztatják a programot, hogy az időmérő eseményei ne ütközzenek a ceremónia időpontjával.

## Választható keverékek
| Abroncs              | Friss | Használt |
| -------------------- | ----- | -------- |
| Kemény keverék (C2)  |       |          |
| Közepes keverék (C3) |       |          |
| Lágy keverék (C4)    |       |          |
| Átmeneti esőgumi (I) |       |          |
| Teljes esőgumi (W)   |       |          |

## Szabadedzések

### Első szabadedzés
Az emilia-romagnai nagydíj első szabadedzését április 16-án, pénteken délelőtt tartották, magyar idő szerint 11:00-tól.
| helyezés | versenyző          | csapat/motor          | elért idő | különbség | futott kör |
| -------- | ------------------ | --------------------- | --------- | --------- | ---------- |
| 1        | Valtteri Bottas    | Mercedes              | 1:16,564  | −         | 23         |
| 2        | Lewis Hamilton     | Mercedes              | 1:16,605  | +0,041    | 25         |
| 3        | Max Verstappen     | Red Bull-Honda        | 1:16,622  | +0,058    | 21         |
| 4        | Charles Leclerc    | Ferrari               | 1:16,796  | +0,232    | 13         |
| 5        | Pierre Gasly       | AlphaTauri-Honda      | 1:16,888  | +0,324    | 21         |
| 6        | Carlos Sainz Jr.   | Ferrari               | 1:16,888  | +0,324    | 26         |
| 7        | Fernando Alonso    | Alpine-Renault        | 1:17,457  | +0,893    | 23         |
| 8        | Lance Stroll       | Aston Martin-Mercedes | 1:17,489  | +0,925    | 19         |
| 9        | Nicholas Latifi    | Williams-Mercedes     | 1:17,739  | +1,175    | 24         |
| 10       | Daniel Ricciardo   | McLaren-Mercedes      | 1:17,769  | +1,205    | 23         |
| 11       | George Russell     | Williams-Mercedes     | 1:17,866  | +1,302    | 25         |
| 12       | Kimi Räikkönen     | Alfa Romeo-Ferrari    | 1:17,883  | +1,319    | 16         |
| 13       | Lando Norris       | McLaren-Mercedes      | 1:17,935  | +1,371    | 16         |
| 14       | Sebastian Vettel   | Aston Martin-Mercedes | 1:17,984  | +1,420    | 23         |
| 15       | Antonio Giovinazzi | Alfa Romeo-Ferrari    | 1:18,058  | +1,494    | 24         |
| 16       | Sergio Pérez       | Red Bull-Honda        | 1:18,228  | +1,664    | 15         |
| 17       | Esteban Ocon       | Alpine-Renault        | 1:18,360  | +1,796    | 20         |
| 18       | Nyikita Mazepin    | Haas-Ferrari          | 1:18,823  | +2,259    | 22         |
| 19       | Mick Schumacher    | Haas-Ferrari          | 1:19,480  | +2,916    | 18         |
| 20       | Cunoda Júki        | AlphaTauri-Honda      | 1:19,781  | +3,217    | 11         |

### Második szabadedzés
Az emilia-romagnai nagydíj második szabadedzését április 16-án, pénteken délután tartották, magyar idő szerint 14:30-tól.
| helyezés | versenyző          | csapat/motor          | elért idő | különbség | futott kör |
| -------- | ------------------ | --------------------- | --------- | --------- | ---------- |
| 1        | Valtteri Bottas    | Mercedes              | 1:15,551  | −         | 25         |
| 2        | Lewis Hamilton     | Mercedes              | 1:15,561  | +0,010    | 26         |
| 3        | Pierre Gasly       | AlphaTauri-Honda      | 1:15,629  | +0,078    | 30         |
| 4        | Carlos Sainz Jr.   | Ferrari               | 1:15,834  | +0,283    | 30         |
| 5        | Charles Leclerc    | Ferrari               | 1:16,371  | +0,820    | 28         |
| 6        | Sergio Pérez       | Red Bull-Honda        | 1:16,411  | +0,860    | 25         |
| 7        | Cunoda Júki        | AlphaTauri-Honda      | 1:16,419  | +0,868    | 26         |
| 8        | Lando Norris       | McLaren-Mercedes      | 1:16,485  | +0,934    | 23         |
| 9        | Antonio Giovinazzi | Alfa Romeo-Ferrari    | 1:16,513  | +0,962    | 25         |
| 10       | Lance Stroll       | Aston Martin-Mercedes | 1:16,737  | +1,186    | 25         |
| 11       | Esteban Ocon       | Alpine-Renault        | 1:16,817  | +1,266    | 27         |
| 12       | Nicholas Latifi    | Williams-Mercedes     | 1:16,823  | +1,272    | 29         |
| 13       | Fernando Alonso    | Alpine-Renault        | 1:16,835  | +1,284    | 27         |
| 14       | Max Verstappen     | Red Bull-Honda        | 1:16,999  | +1,448    | 5          |
| 15       | Sebastian Vettel   | Aston Martin-Mercedes | 1:17,092  | +1,541    | 27         |
| 16       | George Russell     | Williams-Mercedes     | 1:17,179  | +1,628    | 31         |
| 17       | Kimi Räikkönen     | Alfa Romeo-Ferrari    | 1:17,273  | +1,722    | 27         |
| 18       | Daniel Ricciardo   | McLaren-Mercedes      | 1:17,281  | +1,730    | 24         |
| 19       | Mick Schumacher    | Haas-Ferrari          | 1:17,350  | +1,799    | 28         |
| 20       | Nyikita Mazepin    | Haas-Ferrari          | 1:17,857  | +2,306    | 16         |

### Harmadik szabadedzés
Az emilia-romagnai nagydíj harmadik szabadedzését április 17-én, szombaton délelőtt tartották, magyar idő szerint 11:00-tól.
| helyezés | versenyző          | csapat/motor          | elért idő | különbség | futott kör |
| -------- | ------------------ | --------------------- | --------- | --------- | ---------- |
| 1        | Max Verstappen     | Red Bull-Honda        | 1:14,958  | −         | 18         |
| 2        | Lando Norris       | McLaren-Mercedes      | 1:15,414  | +0,456    | 17         |
| 3        | Lewis Hamilton     | Mercedes              | 1:15,515  | +0,557    | 18         |
| 4        | Sergio Pérez       | Red Bull-Honda        | 1:15,551  | +0,593    | 18         |
| 5        | Charles Leclerc    | Ferrari               | 1:15,738  | +0,780    | 21         |
| 6        | Pierre Gasly       | AlphaTauri-Honda      | 1:15,890  | +0,932    | 22         |
| 7        | Carlos Sainz Jr.   | Ferrari               | 1:15,908  | +0,950    | 21         |
| 8        | Valtteri Bottas    | Mercedes              | 1:15,908  | +0,950    | 19         |
| 9        | Fernando Alonso    | Alpine-Renault        | 1:16,186  | +1,228    | 20         |
| 10       | Esteban Ocon       | Alpine-Renault        | 1:16,228  | +1,270    | 20         |
| 11       | Cunoda Júki        | AlphaTauri-Honda      | 1:16,230  | +1,272    | 20         |
| 12       | Lance Stroll       | Aston Martin-Mercedes | 1:16,245  | +1,287    | 19         |
| 13       | Daniel Ricciardo   | McLaren-Mercedes      | 1:16,253  | +1,295    | 17         |
| 14       | Sebastian Vettel   | Aston Martin-Mercedes | 1:16,389  | +1,431    | 19         |
| 15       | George Russell     | Williams-Mercedes     | 1:16,427  | +1,469    | 20         |
| 16       | Mick Schumacher    | Haas-Ferrari          | 1:16,448  | +1,490    | 22         |
| 17       | Nicholas Latifi    | Williams-Mercedes     | 1:16,537  | +1,579    | 15         |
| 18       | Antonio Giovinazzi | Alfa Romeo-Ferrari    | 1:16,612  | +1,654    | 22         |
| 19       | Kimi Räikkönen     | Alfa Romeo-Ferrari    | 1:16,803  | +1,845    | 23         |
| 20       | Nyikita Mazepin    | Haas-Ferrari          | 1:17,398  | +2,440    | 23         |

## Időmérő edzés
Az emilia-romagnai nagydíj időmérő edzését április 17-én, szombaton futották, magyar idő szerint 14:00-tól.
| helyezés              | rajtszám | versenyző          | csapat/motor          | 1. rész    | 2. rész     | 3. rész    | rajthely   | futott kör |
| --------------------- | -------- | ------------------ | --------------------- | ---------- | ----------- | ---------- | ---------- | ---------- |
| 1                     | 44       | Lewis Hamilton     | Mercedes              | 1:14,823   | 1:14,817    | 1:14,411   | 1          | 23         |
| 2                     | 11       | Sergio Pérez       | Red Bull-Honda        | 1:15,395   | 1:14,716    | 1:14,446   | 2          | 18         |
| 3                     | 33       | Max Verstappen     | Red Bull-Honda        | 1:15,109   | 1:14,884    | 1:14,498   | 3          | 20         |
| 4                     | 16       | Charles Leclerc    | Ferrari               | 1:15,413   | 1:14,808    | 1:14,740   | 4          | 19         |
| 5                     | 10       | Pierre Gasly       | AlphaTauri-Honda      | 1:15,548   | 1:14,927    | 1:14,790   | 5          | 21         |
| 6                     | 3        | Daniel Ricciardo   | McLaren-Mercedes      | 1:15,669   | 1:15,033    | 1:14,826   | 6          | 21         |
| 7                     | 4        | Lando Norris       | McLaren-Mercedes      | 1:15,009   | 1:14,718    | 1:14,875   | 7          | 15         |
| 8                     | 77       | Valtteri Bottas    | Mercedes              | 1:14,672   | 1:14,905    | 1:14,898   | 8          | 22         |
| 9                     | 31       | Esteban Ocon       | Alpine-Renault        | 1:15,385   | 1:15,117    | 1:15,210   | 9          | 20         |
| 10                    | 18       | Lance Stroll       | Aston Martin-Mercedes | 1:15,522   | 1:15,138    | idő nélkül | 10         | 20         |
| 11                    | 55       | Carlos Sainz Jr.   | Ferrari               | 1:15,406   | 1:15,199    |            | 11         | 16         |
| 12                    | 63       | George Russell     | Williams-Mercedes     | 1:15,826   | 1:15,261    |            | 12         | 16         |
| 13                    | 5        | Sebastian Vettel   | Aston Martin-Mercedes | 1:15,459   | 1:15,394    |            | boxutca[1] | 14         |
| 14                    | 6        | Nicholas Latifi    | Williams-Mercedes     | 1:15,653   | 1:15,593[2] |            | 14         | 14         |
| 15                    | 14       | Fernando Alonso    | Alpine-Renault        | 1:15,832   | 1:15,593[2] |            | 15         | 14         |
| 16                    | 7        | Kimi Räikkönen     | Alfa Romeo-Ferrari    | 1:15,974   |             |            | 16         | 10         |
| 17                    | 99       | Antonio Giovinazzi | Alfa Romeo-Ferrari    | 1:16,122   |             |            | 17         | 9          |
| 18                    | 47       | Mick Schumacher    | Haas-Ferrari          | 1:16,279   |             |            | 18         | 12         |
| 19                    | 9        | Nyikita Mazepin    | Haas-Ferrari          | 1:16,797   |             |            | 19         | 12         |
| 107%-os idő: 1:19,899 |          |                    |                       |            |             |            |            |            |
| NK                    | 22       | Cunoda Júki        | AlphaTauri-Honda      | idő nélkül |             |            | 20[3]      | 2          |

Megjegyzés:
- ↑ 1:  — Sebastian Vettel autójával nem tudtak időben elkészülni a futam előtt, így a boxutcából kellett rajtolnia, a 13. rajtkocka üresen maradt a rajtrácson.
- ↑ 2:  — Nicholas Latifi és Fernando Alonso azonos időt értek el a Q2-ben, de mivel Latifi futotta meg előbb az idejét, így ő kvalifkálta magát előrébb.
- ↑ 3:  — Cunoda Júki összetörte az autóját a Q1-ben, így nem tudott mért kört futni, de megkapta a rajtengedélyt a futamra.

## Futam
Az emilia-romagnai nagydíj futama április 18-án, vasárnap rajtolt, magyar idő szerint 15:00-kor. A futamot a 33. kör végén Bottas és Russell balesete miatt szűk fél órára félbe kellett szakítani.
| helyezés | rajtszám | versenyző          | csapat/motor          | futott kör | idő/kiesés oka | rajthely | pont  |
| -------- | -------- | ------------------ | --------------------- | ---------- | -------------- | -------- | ----- |
| 1        | 33       | Max Verstappen     | Red Bull-Honda        | 63         | 2:02:34,598    | 3        | 25    |
| 2        | 44       | Lewis Hamilton     | Mercedes              | 63         | +22,000        | 1        | 19[4] |
| 3        | 4        | Lando Norris       | McLaren-Mercedes      | 63         | +23,702        | 7        | 15    |
| 4        | 16       | Charles Leclerc    | Ferrari               | 63         | +25,579        | 4        | 12    |
| 5        | 55       | Carlos Sainz Jr.   | Ferrari               | 63         | +27,036        | 11       | 10    |
| 6        | 3        | Daniel Ricciardo   | McLaren-Mercedes      | 63         | +51,220        | 6        | 8     |
| 7        | 10       | Pierre Gasly       | AlphaTauri-Honda      | 63         | +52,818        | 5        | 6     |
| 8[5]     | 18       | Lance Stroll       | Aston Martin-Mercedes | 63         | +56,909        | 10       | 4     |
| 9        | 31       | Esteban Ocon       | Alpine-Renault        | 63         | +1:05,704      | 9        | 2     |
| 10       | 14       | Fernando Alonso    | Alpine-Renault        | 63         | +1:06,561      | 15       | 1     |
| 11       | 11       | Sergio Pérez       | Red Bull-Honda        | 63         | +1:07,151      | 2        |       |
| 12       | 22       | Cunoda Júki        | AlphaTauri-Honda      | 63         | +1:13,184[6]   | 20       |       |
| 13[7]    | 7        | Kimi Räikkönen     | Alfa Romeo-Ferrari    | 63         | +1:34,773      | 16       |       |
| 14       | 99       | Antonio Giovinazzi | Alfa Romeo-Ferrari    | 62         | +1 kör         | 17       |       |
| 15[8]    | 5        | Sebastian Vettel   | Aston Martin-Mercedes | 61         | sebességváltó  | boxutca  |       |
| 16       | 47       | Mick Schumacher    | Haas-Ferrari          | 61         | +2 kör         | 18       |       |
| 17       | 9        | Nyikita Mazepin    | Haas-Ferrari          | 61         | +2 kör         | 19       |       |
| ki       | 77       | Valtteri Bottas    | Mercedes              | 30         | baleset        | 8        |       |
| ki       | 63       | George Russell     | Williams-Mercedes     | 30         | baleset        | 12       |       |
| ki       | 6        | Nicholas Latifi    | Williams-Mercedes     | 0          | baleset        | 14       |       |

Megjegyzés:
- ↑ 4:  — Lewis Hamilton a helyezéséért járó pontok mellett a versenyben futott leggyorsabb körért további 1 pontot szerzett.
- ↑ 5:  — Lance Stroll a 7. helyen ért célba, de szabálytalan előzés miatt utólag 5 másodperces időbüntetést kapott, amivel visszaesett a 8. helyre.[4]
- ↑ 6:  — Cunoda Júki utólag 5 másodperces időbüntetést kapott sorozatos pályaelhagyásért, ez azonban a helyezését nem befolyásolta.[5]
- ↑ 7:  — Kimi Räikkönen a 9. helyen ért célba, de utólag 30 másodperces büntetést kapott, mert megszegte a szabályokat a piros zászlós szakaszt követő újraindításnál, ezért csak a 13. lett.[6]
- ↑ 8:  — Sebastian Vettel nem fejezte be a versenyt, de helyezését értékelték, mert a versenytáv több, mint 90%-át teljesítette.

## A világbajnokság állása a verseny után
| H   | Versenyzők       | Pont | H   | Konstruktőrök         | Pont |
| --- | ---------------- | ---- | --- | --------------------- | ---- |
| 1.  | Lewis Hamilton   | 44   | 1.  | Mercedes              | 60   |
| 2.  | Max Verstappen   | 43   | 2.  | Red Bull-Honda        | 53   |
| 3.  | Lando Norris     | 27   | 3.  | McLaren-Mercedes      | 41   |
| 4.  | Charles Leclerc  | 20   | 4.  | Ferrari               | 34   |
| 5.  | Valtteri Bottas  | 16   | 5.  | AlphaTauri-Honda      | 8    |
| 6.  | Carlos Sainz Jr. | 14   | 6.  | Aston Martin-Mercedes | 5    |
| 7.  | Daniel Ricciardo | 14   | 7.  | Alpine-Renault        | 3    |
| 8.  | Sergio Pérez     | 10   | 8.  | Alfa Romeo-Ferrari    | 0    |
| 9.  | Pierre Gasly     | 6    | 9.  | Williams-Mercedes     | 0    |
| 10. | Lance Stroll     | 5    | 10. | Haas-Ferrari          | 0    |

(A teljes táblázat)

## Statisztikák
- Vezető helyen:
  - Max Verstappen: 61 kör (1-26 és 29-63)
  - Lewis Hamilton: 2 kör (27-28)
- Lewis Hamilton 99. pole-pozíciója és 54. versenyben futott leggyorsabb köre.
- Max Verstappen 11. futamgyőzelme.
- A Red Bull 65. futamgyőzelme.
- Max Verstappen 44., Lewis Hamilton 167., Lando Norris 2. dobogós helyezése.